# Explosion

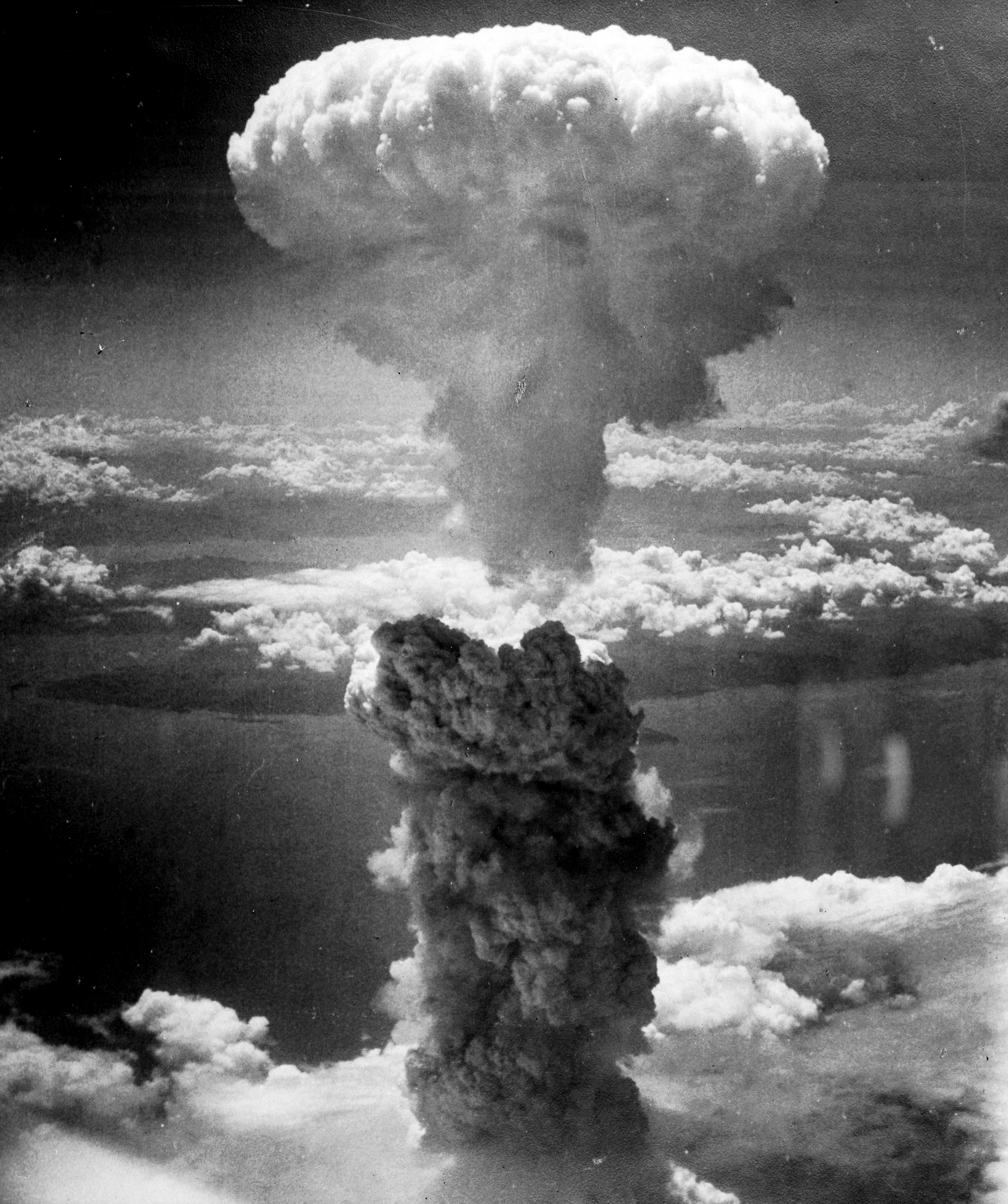
Atompilz über Nagasaki nach der Atombombenexplosion

Eine Explosion ist eine plötzliche Volumenerhöhung, die üblicherweise durch die Freisetzung großer Energiemengen verursacht wird.
Die Ursache der stark konzentrierten hohen Energiemenge kann eine chemische Reaktion sein (zum Beispiel durch Sprengstoffe, explosionsfähige Atmosphäre), die zu einer in sehr kurzer Zeit stark ansteigenden Temperatur und Druck führt. Bei chemischen Explosionen findet eine sehr schnell ablaufende Reaktion (exotherme Reaktion, wie bei der Verbrennung) eines explosiven Gemisches oder eine Zerfallsreaktion statt, bei der große Gas- und Wärmemengen freigesetzt werden und eine starke Druckwelle (Luftstoß) durch die plötzliche Volumenausdehnung der Gase (oder Flüssigkeit beim Wasserstoß durch Unterwasserexplosionen) entsteht. Die plötzliche Volumenausdehnung verursacht eine Stoßwelle, die bei einer idealen (von einer Punktquelle ausgehenden) Explosion durch das Modell der Detonationswelle beschrieben werden kann. Begleiterscheinungen einer Explosion sind greller Lichtblitz und lauter Knall.
Auch andere Ursachen können stark komprimierte Gasblasen erzeugen, zum Beispiel aufgestaute Gase in Vulkanen.

## Unterscheidungen
Im Allgemeinen wird ein Vorgang als Explosion bezeichnet, wenn in sehr kurzer Zeit eine sehr große Energiemenge freigesetzt wird, in Form eines starken Temperatur- und Druckanstiegs, der zu einer starken Volumenvergrößerung führt, also Materie beschleunigt.
Im Gegensatz dazu gibt es auch Vorgänge, die zwar in kurzer Zeit große Energiemengen freisetzen, aber nicht als Explosion bezeichnet werden; zum Beispiel, weil sie keine unmittelbare Auswirkung auf Materie haben (Beispiele: Blitze in einem Gewitter, Laserblitz, Gammablitz) oder die Freisetzung nicht schnell genug verläuft (Beispiel: Raketenstart).

### Explosionstypen

#### Chemische Explosionen

Warnung vor explosionsgefährlichen Stoffen (gemäß GHS)

Man unterscheidet zwei Typen chemischer Explosionen:
- Wärmeexplosionen (thermische Explosionen) entstehen, wenn die Reaktionswärme einer chemischen Reaktion nicht schnell genug abgeführt wird und damit die Temperatur des Systems steigt. Der Temperaturanstieg führt zu einer höheren Reaktionsgeschwindigkeit und damit zur noch schnelleren Freisetzung von Wärme, was schließlich zur Explosion führen kann (Theorien von Semenov, Frank-Kamenitzkii und Thomas). Ein Beispiel für eine thermische Explosion ist die Chlorknallgasreaktion.
- Kettenverzweigungsexplosionen entstehen bei radikalischen Reaktionen, bei denen mehr Kettenverzweigungen als Kettenabbruchreaktionen (durch Rekombination der Radikale) stattfinden, so dass die Anzahl der Radikale und damit die Reaktionsgeschwindigkeit lawinenartig ansteigt und zur Explosion führt. Solche Kettenverzweigungen treten bei der Knallgasreaktion auf.

Diese Typen unterscheiden sich in der Art der chemischen Reaktion. In beiden Fällen ist jedoch der thermodynamische Vorgang derselbe: Die freigesetzte Energie führt zu einer rapiden Temperatur- und Drucksteigerung und damit zur kraftvollen Volumenausdehnung, die das umgebende Material auseinander sprengt. Viele Stoffgemische können abhängig von Druck, Temperatur und Zusammensetzung auf beide Arten explodieren. Die Geschwindigkeit, mit der die Reaktion selbständig fortschreitet, hängt vom Konzentrationsverhältnis der Stoffe (z. B. Gase und Aerosole) ab. Es gibt eine untere und eine obere Grenze, Explosionsgrenze oder auch Zündgrenze genannt. Jenseits dieser Grenzen ist eine selbständige Explosionsfortpflanzung im Gemisch nicht mehr möglich. Die Grenzen sind nicht nur abhängig von Konzentrationen, sondern auch von Umgebungsbedingungen wie Temperatur, Druck oder Luftfeuchtigkeit. Innerhalb dieser Grenzen kann zum Beispiel ein Gemisch von Luft unter atmosphärischen Bedingungen mit brennbaren Stoffen in Form von Staub, Fasern oder Flusen in einer Staubexplosion reagieren.

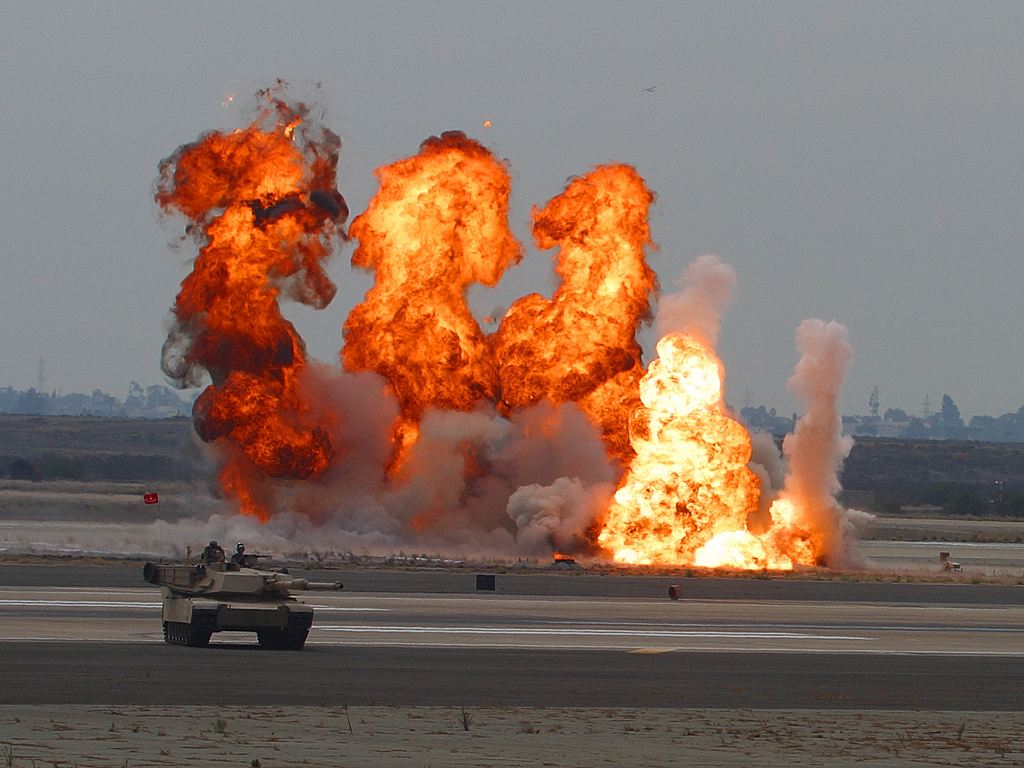
Pyrotechnische Explosion bei einer Flugshow

Eine weitere Unterscheidung wird makroskopisch getroffen:
- Deflagration, bei der die Ausbreitungsgeschwindigkeit der Flamm- oder Reaktionsfront langsamer als die Schallgeschwindigkeit des jeweiligen Mediums (des Explosivstoffs) ist und sich die Abgasschwaden entgegen der Ausbreitungsrichtung bewegen. In Luft tritt Deflagration bei Flammengeschwindigkeiten unter 330 m/s und Druckwirkungen unter 14 bar auf.[1]
- Verpuffung, ein wissenschaftlich nicht klar definierter, allerdings umgangssprachlich genutzter Begriff um eine schwache Form der bereits erwähnten Deflagration zu beschreiben.[7]
- Detonation, die sich mit Überschallgeschwindigkeit im Medium ausbreitet und bei der sich die Abgasschwaden in der Ausbreitungsrichtung bewegen (Flammengeschwindigkeit über 330 m/s und Druckwirkung von 10 bar bis 1000 bar).[1] Sie ist die heftigste Reaktion; sie kommt vor allem bei Sprengstoffen vor.

#### Kernwaffenexplosion
Soweit durch Kräfte in Atomkernen atomare Zerfallsprozesse von sehr schweren Chemischen Elementen, nämlich Uran oder Plutonium, durch eine Kettenreaktion ausgelöst werden, kann es zu einer Kernwaffenexplosion kommen. Eine Explosion kann auch durch das Verschmelzen sehr leichter Kerne in sogenannten Wasserstoffbomben erzielt werden. Sowohl bei der Kernspaltung als auch bei der Kernfusion kommt es zu einem Massenverlust, die Materie wird in Energie (Strahlung und Wärmeenergie) umgewandelt. Hierbei werden die größten Energiemengen von allen von Menschen ausgelösten Explosionen freigesetzt.

#### Explosionen aus physikalischen Ursachen
Schließlich gibt es noch Explosionen, bei denen keine chemische oder nukleare Reaktion stattfindet, sondern lediglich ein zunehmender Druck in einer festen Hülle (z. B. gasreiches Magma in einem Vulkan oder Dampf in einen Kessel) diese zum Bersten bringt. Auch das plötzliche sehr starke Erhitzen von Flüssigkeiten, die dann unter großer Volumenzunahme in einen gasförmigen Zustand übergehen, kann zu einer physikalischen Explosion führen. Zum Beispiel durch plötzliches Bersten eines unter Überdruck stehenden mit Flüssigkeit oder insbesondere Gas gefüllten Behälters (Glasflasche, Dampfkochtopf, Boiler).

### Implosion

Bei einer Explosion (oben) wirken die Kräfte vom Zentrum fort, bei einer Implosion (unten) jedoch sind die Kräfte auf das Zentrum selbst gerichtet. Das Objekt oben bricht explosionsartig auseinander.

Das Gegenstück zur Explosion ist die Implosion, bei der das reaktive Medium nicht expandiert, sondern kontrahiert. Da die zur Implosion führende mechanische Arbeit über den Druck von der umgebenden Atmosphäre geleistet und nicht von einem Sprengkörper freigesetzt wird, ist der Energiebetrag im Gegensatz zu dem einer Explosion durch das implodierende Volumen und durch die Umgebungsbedingungen begrenzt.
Die aus sprödem Glas gefertigten Hohlkörper von Kathodenstrahlröhren von Fernsehgeräten oder anderen Anzeigegeräten, sowie Glühbirnen und Leuchtstoffröhren können bei Beschädigung, wenn sich Sprünge ausbreiten, implodieren, da sie bei der Herstellung evakuiert wurden. Wegfliegende Glasscherben können Personen in der Nähe verletzen. Als man TV-Bildröhren noch zerlegte, um etwa das bleireiche Glas für die erneute Produktion von Bildröhren wiederzugewinnen, wurden die Röhren durch Abbrechen des zum Evakuieren benutzten Pumpstutzen kontrolliert belüftet.

## Vorkommen

### Explosionen in der Natur
In der Natur kommt es meistens im Zusammenhang mit Vulkanismus zu Explosionen. Hierunter fallen explosionsartig verlaufende Vulkanausbrüche (z. B. Krakatau 1883) oder Wasserdampfexplosionen. Wasserdampfexplosionen, ein Fall von Physikalischer Explosion, entstehen bei Kontakt von Wasser mit Magma.
Auch Einschläge von Meteoriten können zu Explosionen führen, wenn diese mit ausreichender Geschwindigkeit auf den Boden oder auf Wasser treffen oder infolge des Luftwiderstands in der Atmosphäre sehr stark abgebremst werden. In beiden Fällen wird Bewegungsenergie in sehr kurzer Zeit in Wärme umgewandelt, was zur explosionsartigen Verdampfung des Meteoriten und ggf. des Auftreffmediums (Erdreich, Wasser) führt. Bei Landeinschlägen entstehen auf diese Weise Einschlagskrater.
In der Astronomie wird das Ende des Lebenszyklus von massereichen Sternen mit dem Begriff der Supernova bezeichnet. Diese stellen die größte (bezogen auf die freigesetzte Energie) bisher bekannte Form einer Explosion dar.
Einige wenige Lebewesen können Explosionen hervorrufen/verwenden, so zum Beispiel der Bombardierkäfer.
Manche reifen Früchte, Sporen- oder Samenträger von Pflanzen können von selbst oder durch Verletzung energisch platzen, um den Inhalt räumlich zu verteilen, z. B. der Kartoffelbovist.

### Explosionen als gewolltes oder ungewolltes Menschenwerk
Technisch lassen sich zwei „Typen“ von Explosionen unterscheiden, gewollte und ungewollte Explosionen. Gewollte Explosionen werden meist mit dem Begriff der Sprengung beschrieben; sie dienen unterschiedlichen technischen (Steinbrüche, Minen, Feuerwerkskörper, Tunnelbau, Explosionsmotor) oder militärischen Zwecken. Die bislang größte gewollte Explosion war die der Zar-Bombe, der größten jemals gezündeten Wasserstoffbombe, die 1961 von der Sowjetunion gezündet wurde und eine Sprengkraft von 50 bis 60 Megatonnen TNT besaß.

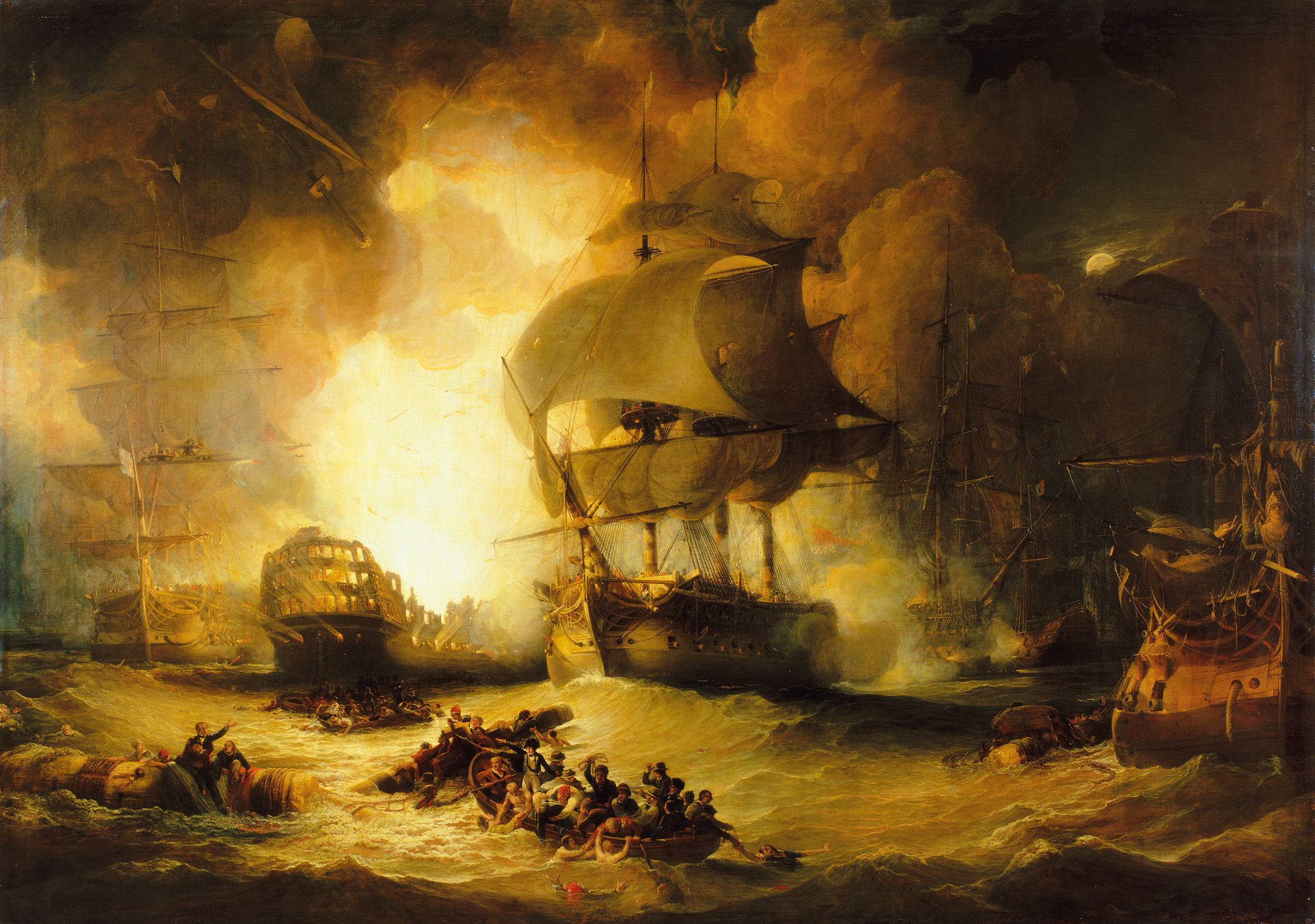
Explosion der Pulverkammer des Kriegsschiffs L’Orient im Seegefecht 1798, gemalt um 1825

Ungewollte Explosionen treten praktisch immer als Folge gestörter technischer Prozesse auf. Dies kann die fehlerhafte Bedienung eines Gasanschlusses in Wohnhäusern oder auch die unbeabsichtigte Freisetzung von Gasen mit nachfolgender Zündung in beispielsweise Chemieanlagen sein. Explosionen dieses Typs unterteilt man nach Art des Brennstoffes in Gasexplosionen oder Staubexplosionen. Oftmals sind auch verkettete Explosionen wie beim sogenannten BLEVE möglich. Dabei explodiert zunächst eine brennbare Flüssigkeit physikalisch und dann folgt eine Gasexplosion. Deshalb muss beim Umgang mit solchen Prozessen und Stoffen ein umfassender Explosionsschutz stattfinden.
Beispiele für Explosionsunglücke sind die Explosion des Oppauer Stickstoffwerkes, Piper Alpha oder die Explosion in Toulouse. Die bislang größte ungewollte Explosion dürfte die Halifax-Explosion sein, eine durch ein Feuer auf dem Munitionsfrachter Mont Blanc verursachte Explosion, die etwa drei Kilotonnen Sprengkraft besaß. Dies entspricht ca. 23 % der Sprengkraft der Hiroshima-Bombe Little Boy. Bei der Explosion kamen etwa zweitausend Menschen ums Leben.

## Gesundheitliche Folgen
Je nach Art, Schwere und Entfernung der Explosion und weiteren Umständen kommt es zu typischen gesundheitlichen Schäden, wie Lungenrissen, ARDS, Knalltraumata, Verbrennungen, schweren Verletzungen und Schockzuständen. Dabei wird zwischen primären (direkt durch die Explosionsreaktion, durch die Druckwelle), sekundären (durch mitgeschleuderte Splitter) und tertiären Verletzungen (zum Beispiel durch Sturz oder Trümmerteile) unterschieden. Durch Explosionen Getötete und Verletzte haben nicht zwangsläufig äußerlich sichtbare Wunden bzw. Schäden.

## Strafbestimmungen
In Deutschland ist das Herbeiführen einer Sprengstoffexplosion gemäß § 308 StGB eine gemeingefährliche Straftat (Verbrechen bei Vorsatz, Vergehen bei Fahrlässigkeit).